# Plankenstein (Gemeinde Texingtal)
Plankenstein ist eine Ortschaft und eine Katastralgemeinde der Gemeinde Texingtal im Bezirk Melk in Niederösterreich.  Die Ortschaft hat 74 Einwohner (Stand 1. Jänner 2024). Der Burgweiler war bis Ende 1971 eine eigenständige Gemeinde.

## Geschichte
Im Bereich des Burgplateaus bestand eine urnenfelderzeitliche Hochsiedlung.
Der Ort wurde urkundlich erstmals um 1166 genannt. Die Plankensteiner, anfangs Gefolgsleute der Grafen von Peilstein und später landesfürstliche Ministerialen, erlangten ab der zweiten Hälfte des 13. Jahrhunderts weiteren Besitz im Mostviertel. Nach dem Aussterben der Plankensteiner 1484 wurde das Schloss im Stil der Renaissance ausgebaut und wurde ein Zentrum der Reformation.
Die Pfarre wurde 1786 eingerichtet, die Messen aber mangels Kirche in der Burgkapelle abgehalten, bis 1952 nach Plänen von Josef Friedl eine Pfarrkirche errichtet wurde.
Laut Adressbuch von Österreich waren im Jahr 1938 in der Ortsgemeinde Plankenstein ein Bäcker, zwei Gastwirte, ein Gemischtwarenhändler, ein Schmied und ein Gutshof mit Direktvertrieb ansässig.
Mit dem 1. Jänner 1972 wurde im Zuge der Niederösterreichischen Kommunalstrukturverbesserung aus den ehemalig selbständigen Gemeinden Texing, Plankenstein, Sankt Gotthard und Teilen von Kilb die neue Gemeinde Texingtal gegründet.

## Sehenswürdigkeiten
- Schloss Plankenstein
- Pfarr- und Wallfahrtskirche Maria Schnee